# 浦安市運動公園

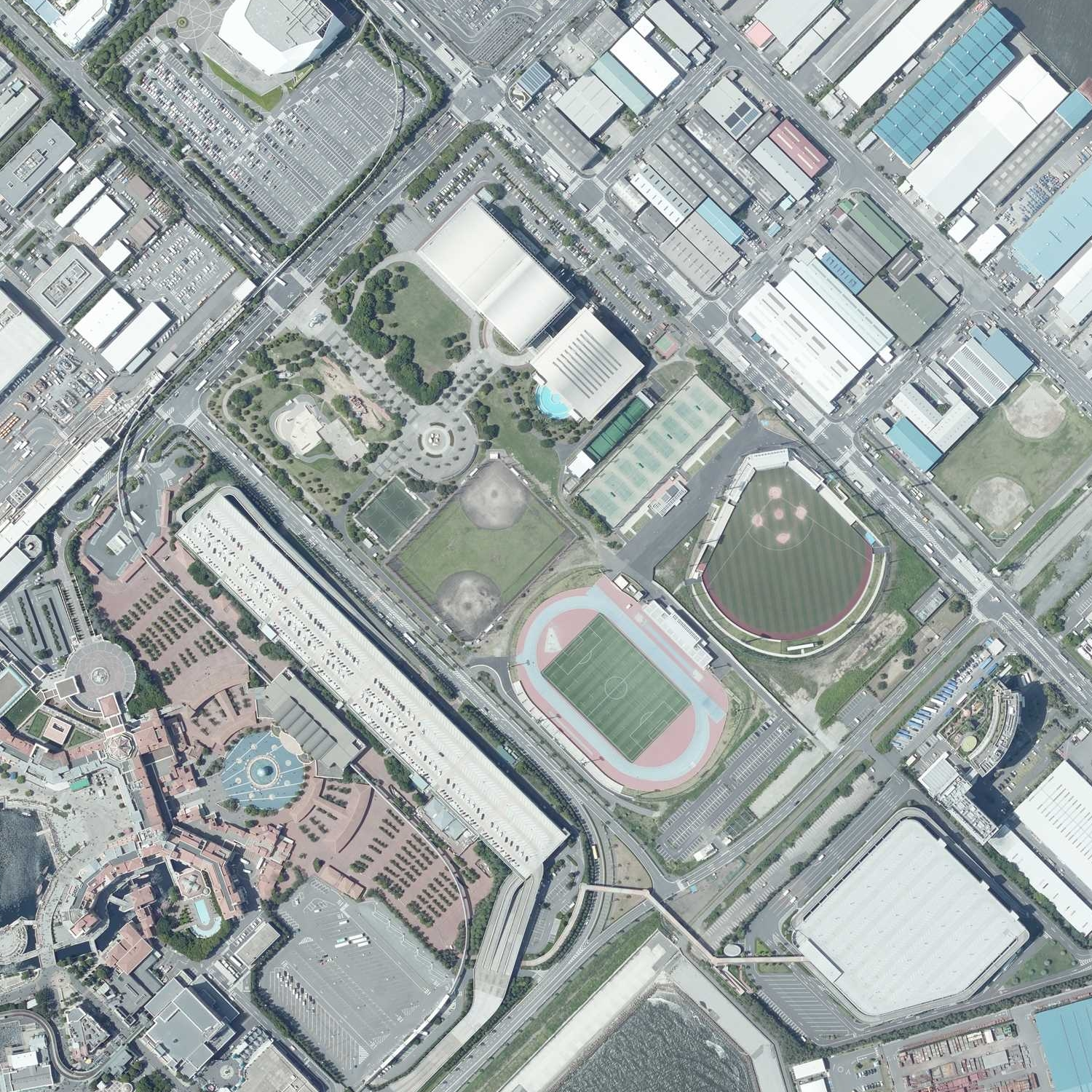

浦安市運動公園（うらやすしうんどうこうえん）は、千葉県浦安市舞浜にある運動公園である。公園広場と総合体育館、プール場、陸上競技場、球技場で構成されている。
当初、この場所には墓地公園の建設が予定されていたが、同時期にオリエンタルランドが近くに新テーマパーク（後の東京ディズニーシー）の建設を予定していたのに配慮し、墓地公園の建設予定地を日の出地区に変更し、代わりに当地には運動公園を建設した経緯を持つ。

## 施設
- 浦安市運動公園総合体育館 - 1995年に竣工。日本フットサルリーグ（Fリーグ）のバルドラール浦安フットボールサラのホームスタジアムにもなっている。
- 浦安市運動公園陸上競技場 - 2015年に開場。主に社会人サッカークラブのブリオベッカ浦安が使用している。
- 浦安市運動公園野球場 - 2017年に開場。主に千葉ロッテマリーンズの2軍や全国高等学校野球選手権千葉大会などが使用している。